# 阿丽克斯·克林曼
阿丽克斯·克林曼（英語：Alix Klineman，1989年12月30日—），美国女子沙滩排球运动员，2019年世界沙滩排球锦标赛女子银牌得主、2020年夏季奥林匹克运动会女子金牌得主。